# Villages du Lac de Paladru
Villages du Lac de Paladru község Franciaország Auvergne-Rhône-Alpes régiójában, Isère megyében. Új községként 2017. január 1-jén jött létre Paladru és Le Pin község egyesítésével. A korábbi községek egyesülésekor az új község lélekszáma 1786 fő lett. Lakosainak száma 2614 fő (2022. január 1.).

## Népesség
| Lakosok száma | 2436 | 2485 | 2507 | 2528 | 2526 | 2586 | 2614 |
|               | 2015 | 2017 | 2018 | 2019 | 2020 | 2021 | 2022 |